# Кнежевич, Зоран
Зоран Кнежевич (серб. Зоран Кнежевић / Zoran Knežević; 15 августа 1986, Валево, СФРЮ) — сербский футболист, полузащитник.

## Карьера игрока
Воспитанник футбольной команды «Будучност» из родного Валево. Выступал в Сербии за этот клуб с 2002 по 2003 годы, позднее играл за другую команду из родного города «Вуич Вода», затем перешёл в «Борчу». Во время зимнего трансферного окна 2007/2008 был приобретён подмосковными «Химками», однако за их состав провёл только одну игру — матч 2-го тура чемпионата России 2008 против московского «Динамо», который подмосковная команда проиграла 0:2. Позднее покинул клуб из-за истечения срока контракта и вернулся в «Борчу», где играл до конца 2010 года. В зимний перерыв вернулся в Россию, подписав контракт с дебютантом ФНЛ оренбургским «Газовиком», хотя ранее его пыталась приобрести «Волга» из Нижнего Новгорода, а сам он мог сыграть в контрольном матче против московского ЦСКА.
Ранее выступал за молодёжную сборную Сербии: провёл две игры и забил два гола. В основную команду не привлекался.